# Revelations (rockband)

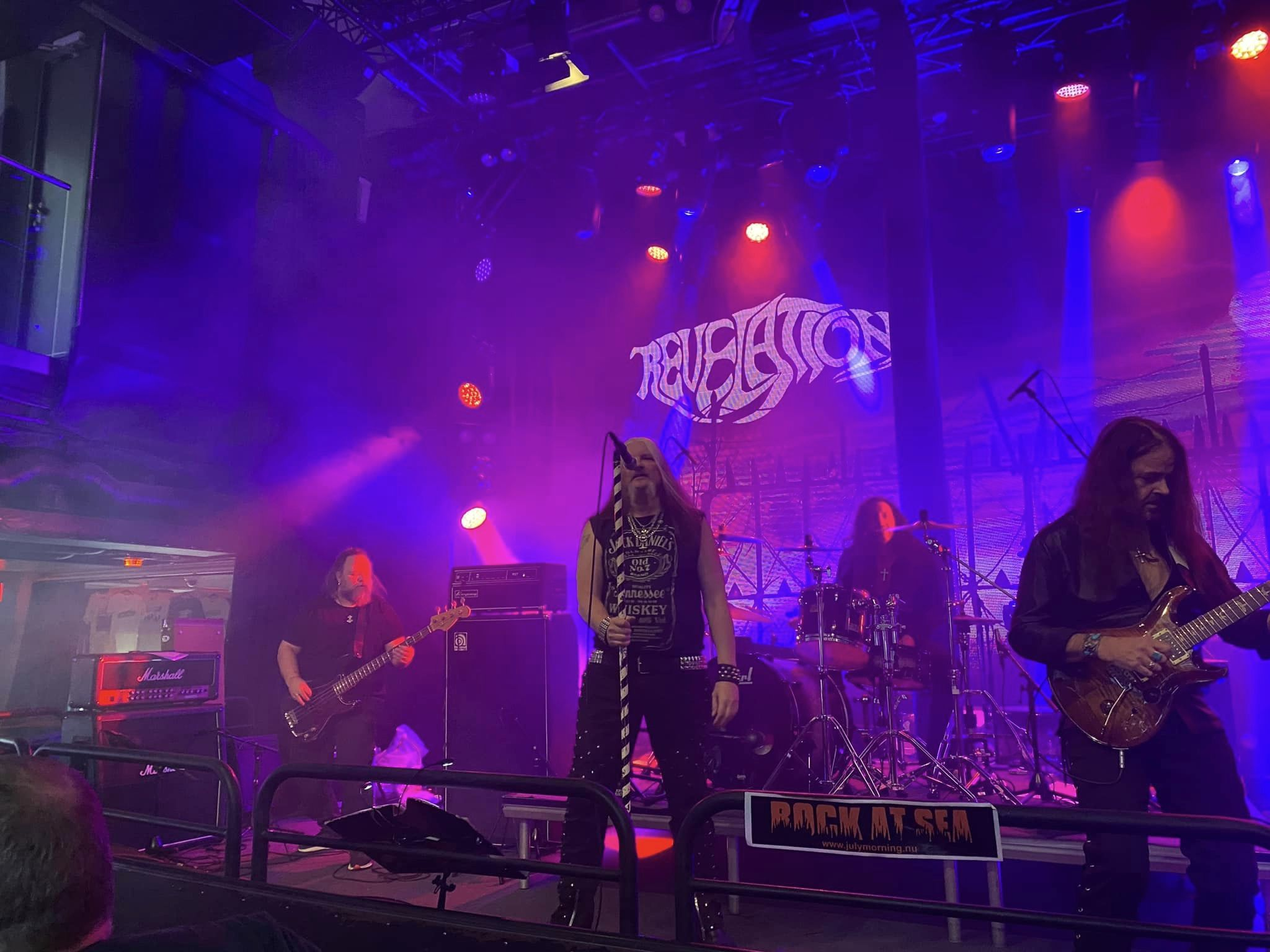

Revelations är ett svenskt rockband som är baserat i Stockholm som bildades 2012.
Bandets influenser beskrivs som en blandning av Black Sabbath och Iron Maiden.
Bandet har turnerat med band som Paul Di'Anno (Ex Iron Maiden), Chris Holmes (ex W.A.S.P.) , Quireboys och hårdrockspionjärerna Neon Rose. De har också spelat förband åt Bloodbound och Accept på Rock the Boat och stora festivaler som Getaway Rock Festival.

## Diskografi

### Singlar
- 2013 - "Grip of Darkness"
- 2013 - "Another Lie"
- 2017 - "Shooting angels"
- 2023 - "Paranoid (Live)"
- 2024 - "Road of Hidden Souls"[6]

### EP
- 2013 - Warning[2]

### Album
- 2017 - Gatekeeper[3][7]

## Medlemmar

### Nuvarande medlemmar[2]
- Lasse Gudmundsson - Sång
- Mikael Dahlin - Gitarr
- Tobbe Moen - Bas
- Janne Backlund - Trummor

### Tidigare medlemmar
- Tomas Berggren - Sång
- Daniel Ramirez - Bas
- Anders Stafrén - Gitarr